# Langihryggur (ås i Island, Austurland, lat 65,58, long -14,93)
Langihryggur är en ås i republiken Island. Den ligger i regionen Austurland, 400 km öster om huvudstaden Reykjavík.